# The Moon and the Nightspirit
The Moon and the Nightspirit – węgierski duet wykonujący muzykę folkową założony w 2003 roku przez Ágnes Tóth i Mihálya Szabó. Utwory zespołu traktują głównie o pogańskich baśniach i szamanizmie.

## Życiorys
Teksty na debiutanckim albumie Of Dreams Forgotten and Fables Untold z 2005 roku, napisane zostały głównie w języku angielskim, poza dwoma utworami w języku więgierskim. Delikatna muzyka na tym albumie porównywana była z takimi zespołami jak Ataraxia i Chandeen. Występy na żywo z utworami z tego albumy zostały wyemitowane w węgierskiej telewizji państwowej.
Drugi album pt. Regő Rejtem (lit.: Posługuję się Magią) został wydany w 2007 roku i został całkowicie napisany w ojczystym języku grupy. Wcześnie trasy koncertowej przez większość Europy, The Moon and The Night Spirit zagrało na największych festiwalach muzyki folk takich jak Wave-Gotik-Treffen w Niemczech oraz Castle Party w Polsce.
W 2009 roku ukazał się trzeci album grupy zatytułowany Ősforrás, na którym skupiono się głównie na mądrości przodków oraz mistyce naturalnej. Album zestawiany był z takimi grupami jak Omnia, również odnoszącym się do tematyki pogańskiej, lecz podkreślano większą przejrzystość dla słuchacza. Magazyn Side-Line określił album najbardziej zróżnicowanym i doskonałym w dotychczasowej karierze zespołu.
The Moon and the Nightspirit otrzymał pozytywne oceny recenzentów. Ich styl został określony jako nieco orientalny mix muzyki średniowiecznej i węgierskiej muzyki ludowej, a Ágnes Tóth porównywana była z Elisabeth Toriser z zespołu Dargaard. Cieszą się również uznaniem za bycie multiinstrumentalistami, używającymi takich tradycyjnych instrumentów jak mongolskiego Morin chuur oraz Fujary słowackiej.

## Dyskografia
- Of Dreams Forgotten and Fables Untold (2005)
- Regő Rejtem (2007)
- Ősforrás (2009)
- Mohalepte (2011)
- Holdrejtek (2014)